# Соснівка (Старобільський район)
Сосні́вка (МФА: [soˈsɲiu̯kɐ] ( прослухати)) — село в Україні, у Білолуцькій селищній громаді Старобільського району Луганської області. Населення становить 276 осіб.